# Adolf Heidenreich Droste zu Vischering (Drost, 1769)
Graf Adolf Heidenreich Bernhard Anton Josef Droste zu Vischering (* 1. Juni 1769 auf Schloss Vorhelm bei Ahlen; † 30. Dezember 1826 in Münster) war fürstbischöflich-münsterscher Droste in den Ämtern Horstmar und Ahaus und später Mitglied des Provinziallandtags der preußischen Provinz Westfalen. 

## Leben

### Herkunft und Familie
Adolf Heidenreich entstammte als Sohn der Eheleute Clemens August Maria Droste zu Vischering (1742–1790) und Sophia Alexandrina Droste zu Füchten (1748–1817) der westfälischen Adelsfamilie Droste zu Vischering, eine der ältesten und bedeutendsten westfälischen Familien. Er wuchs mit seinen zwei Schwestern, darunter Rosine (1777–1819, ⚭ Maximilian Anton von Boeselager), und sieben Brüdern, darunter Kaspar Maximilian(Bischof vom Münster), Franz Otto (katholischer Theologe und Publizist), Clemens August (Erzbischof von Köln), Maximilian Heidenreich (Landrat in Brilon) und Joseph (Obersthofmeister und k. k. Feldmarschallleutnant).
Am 2. August 1793 heiratete er in erster Ehe im Schloss Westerwinkel Antonetta Gräfin von Merveldt (* 1770, † 1798). Aus der Ehe ging der Sohn Maximilian Heidenricus Ludwig (* 1794, † 1849, Vater von Clemens Heidenreich) und die Tochter Sophia (* 1796, † 1825) hervor. Am 24. September 1799 heiratete er in Schloss Herten seine zweite Frau Maria Karoline Nesselrode (1779–1858), Tochter von Johann Franz Joseph von Nesselrode-Reichenstein (1755–1824) und Johanna Felicitas Manderscheid-Blankenheim (1753-). Diese Ehe brachte den Sohn Johann Felix Bernhard (* 1808, † 1865) hervor. Er wurde Universalerbe seines Großvaters Johann von Nesselrode-Reichenstein und musste mit der Erbschaft Name und Wappen von Nesselrode führen. So wurde er zum Begründer der Linie Droste Vischering zu Nesselrode-Reichenstein.

### Werdegang
Adolf Heidenreich wurde am 7. Dezember 1776 dem Amt des Drosten zugeordnet und am 23. Juni 1777 vom Domkapitel zugelassen. Am Todestage seines Vaters übernahm er die Amtsgeschäfte des Drosten der Ämter Horstmar und Ahaus und erhielt am 6. Dezember 1790 seine offizielle Bestallung. Im gleichen Jahr fand die Aufschwörung zur münsterschen Ritterschaft statt. Seinen Diensteid legte er am 17. Oktober 1801 ab.
Für seine Tätigkeit in Horstmar erhielt er 325 Reichstaler, 15 Schillinge und 8 Pfennige. In Ahaus lagen die Einkünfte bei 1140 Reichstalern, 20 Schillingen und 3 Pfennigen.
Der preußische König Friedrich Wilhelm III. erhob Adolf Heidenreich am 3. Oktober 1826 in den Grafenstand. 1826 war er Teilnehmer des ersten Provinziallandtags der Provinz Westfalen. Er starb während der Landtagsberatungen.